# Encheloclarias
Encheloclarias é um género de peixes da família Clariidae caracterizados por poderem respirar ar atmosférico. O género tem centro de diversidade no Sueste Asiático.

## Descrição
O género Encheloclarias ocorre geralmente em habitats pantanosos, em geral com os indivíduos profundamente enterrados na vasa do substrato de turfeiras.
Este género diferencia-se dos géneros Heterobranchus e Dinotopterus pela ausência das extensões da espinha neural que nesses outros géneros suportam a barbatana adiposa.

## Espécies
Na sua presente circunscrição taxonómica, o género inclui as seguintes espécies:
- Encheloclarias baculum P. K. L. Ng & K. K. P. Lim, 1993
- Encheloclarias curtisoma P. K. L. Ng & K. K. P. Lim, 1993
- Encheloclarias kelioides P. K. L. Ng & K. K. P. Lim, 1993
- Encheloclarias medialis H. H. Ng, 2012[3]
- Encheloclarias prolatus P. K. L. Ng & K. K. P. Lim, 1993
- Encheloclarias tapeinopterus (Bleeker, 1852)
- Encheloclarias velatus H. H. Ng & H. H. Tan, 2000